# Rozpočet Evropské unie

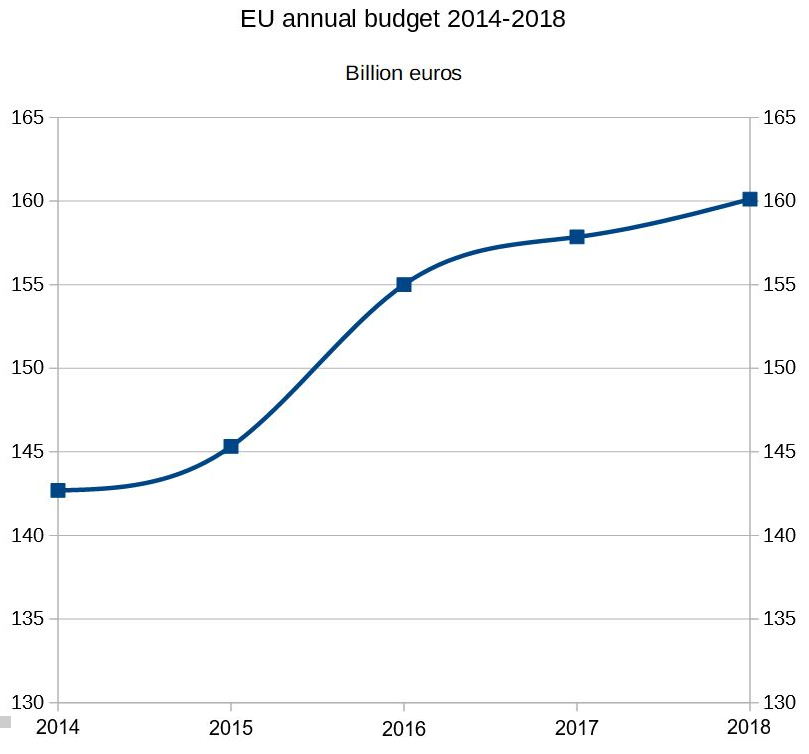
Roční rozpočty EU v letech 2014-2018

Souhrnný rozpočet Evropské unie je sestavován každoročně rozpočtovým orgánem (Rada EU a Evropský parlament, Komise návrh rozpočtu předkládá). Celková výše a výše hlavních "okruhů" rozpočtu je definována vždy několik let dopředu finančním rámcem (tradičně na sedm let).
Celkový objem rozpočtu v roce 2010 byl asi 140 mld. EUR, tj. 1,2 % HND EU. Dlouhodobě roste zhruba stejně rychle jako evropské hospodářství a pohybuje se stabilně mezi 1-1,2 % HND.
Rozpočet EU je typově odlišný od rozpočtů suverénních států (je zaměřen pouze na několik málo položek, je vždy vyrovnaný – nepřipouští deficity, oproti HND celku je poměrně malý – státy mívají běžně rozpočty přes 40% HND) i mezinárodních organizací (má vlastní příjmy, administrativa tvoří pouze jeho malou část – asi 5–7 %).

## Principy sestavování
Rozpočet EU je sestavován na základě základních principů:
- Zásada jednotnosti – rozpočet je nástrojem, kterým se pro každý rok stanoví veškeré příjmy a výdaje Společenství
- Zásada správnosti – žádný příjem ani výdaj nemůže být uskutečněn bez zaznamenání v rozpočtové položce
- Zásada každoročnosti – rozpočtové operace se vztahují vždy k jednomu rozpočtovému roku
- Zásada vyrovnanosti – příjmy se musí rovnat výdajům
- Zásada zúčtovací jednotky – od ledna 1999 jsou položky rozpočtu vyjádřeny v eurech
- Zásada univerzality (všeobecnosti) – založena na dvou pravidlech:
  - Zásada nepřiřazenosti – příjmy nejsou přiřazeny jednotlivým výdajům
  - Zásada hrubého rozpočtu – příjmy a výdaje musí být zaznamenány v plné výši, bez vzájemných odpočtů
- Zásada specifikace – každý výdaj musí mít určený účel a cíl
- Zásada řádného finančního řízení – v souladu se zásadami hospodárnosti, účinnosti a efektivnosti
- Zásada transparentnosti

## Příjmy
Hlavní příjmy rozpočtu jsou tři – tradiční vlastní zdroje, které plynou do rozpočtu EU přímo (cla a zemědělské dávky, kdysi jediný zdroj, v současnosti[kdy?] asi 12 % příjmů a s rozšiřováním EU a liberalizací globálního obchodu dále klesá), vlastní zdroj z DPH (dnes[kdy?] 11 % rozpočtu a dlouhodobě klesá díky politickému snižování marže – dnes 0,3 % daňového základu, výpočet je poměrně složitý) a příspěvek členských států dle HND (zbytek, tedy asi 76 %, dlouhodobě stoupá díky snižování ostatních zdrojů – není nastavena pevná výše, flexibilně se z něj dofinancovává rozpočet do dohodnuté výše výdajů). Podpůrným zdrojem jsou potom příjmy z pokut a poplatků EU (asi 1 % s poměrně velkými výkyvy) a v souvislosti s příjmy musí být zmíněn i "britský rabat", tedy sleva pro Spojené království ve výši dvou třetin jeho čisté pozice (letos 4 mld. EUR, tedy asi 2 % celého rozpočtu EU; na tuto úlevu jsou navázány další menší pro jiné čisté plátce, což celý systém poněkud komplikuje).

## Přínos jednotlivých zemí
| Členský stát       | V miliardách eur | V procentech |
| ------------------ | ---------------- | ------------ |
| Německo            | 21,190           | 19,56 %      |
| Francie            | 19,076           | 17,60 %      |
| Itálie             | 14,518           | 13,40 %      |
| Spojené království | 12,918           | 11,92 %      |
| Španělsko          | 9,626            | 8,89 %       |
| Nizozemsko         | 4,268            | 3,94 %       |
| Polsko             | 3,502            | 3,23 %       |
| Belgie             | 3,343            | 3,09 %       |
| Švédsko            | 2,680            | 2,47 %       |
| Rakousko           | 2,505            | 2,31 %       |
| Řecko              | 2,183            | 2,02 %       |
| Finsko             | 1,707            | 1,58 %       |
| Portugalsko        | 1,553            | 1,43 %       |
| Česko              | 1,318            | 1,22 %       |
| Dánsko             | 1,318            | 1,22 %       |
| Irsko              | 1,264            | 1,17 %       |
| Rumunsko           | 1,170            | 1,08 %       |
| Maďarsko           | 0,923            | 0,85 %       |
| Slovensko          | 0,631            | 0,58 %       |
| Slovinsko          | 0,338            | 0,30 %       |
| Bulharsko          | 0,329            | 0,30 %       |
| Lucembursko        | 0,278            | 0,20 %       |
| Litva              | 0,259            | 0,20 %       |
| Kypr               | 0,165            | 0,10 %       |
| Lotyšsko           | 0,157            | 0,10 %       |
| Estonsko           | 0,130            | 0,10 %       |
| Malta              | 0,055            | 0,05 %       |
| CELKEM             | 108,328          | 100 %        |

Lze rozlišit dvě skupiny států, které se podílí na přerozdělování prostředků z rozpočtu EU:
- „Čistí plátci“ – země, které do rozpočtu přispívají více, než z něj získávají. Jedná se především o Německo, Itálii a Francii. Dále sem patří i Dánsko, Nizozemsko, Finsko, Rakousko a Švédsko.
- „Čistí příjemci“ – země, které z rozpočtu získávají více, než do něj přispívají. Jedná se o méně vyspělé země. Do této skupiny patří země jako Španělsko, Irsko, Řecko, Portugalsko a členské státy, které se k EU připojily v roce 2004 a později, ale rovněž Belgie a Lucembursko, ve kterých se soustředí administrativní výdaje evropských institucí.

Roku 2021 obdržela ČR z EU téměř 132 miliard Kč a odvedla do EU přibližně 66 miliard Kč. Ovšem peníze obdržené z EU jsou účelově vázané peníze s omezenou platností, takže jejich reálná cena je nižší než nominální. Podobně digitální měna centrální banky v EU má sloužit i ke kontrole způsobu nakládání s penězi.

## Výdaje
Výdaje jsou rozděleny do pěti okruhů (H – heading), z nichž největší jsou první dva – "udržitelný růst" (H1) a "ochrana přírodních zdrojů a hospodaření s nimi" (H2).
"Udržitelný růst" (H1) se dělí na dva podokruhy – "Konkurenceschopnost pro růst a zaměstnanost" (H1a) (10 % rozpočtu, spadají sem výdaje na vědu a výzkum, dopravní a energetickou infrastrukturu, budování jednotného trhu atd.) a "Soudržnost pro růst a zaměstnanost" (H1b) (35 %, peníze na rozvoj méně vyspělých regionů skrze strukturální fondy a Fond soudržnosti, mohou být použity mnohem volněji než prostředky z 1a).
"Ochrana přírodních zdrojů a hospodaření s nimi" (H2) pod sebou schovává společnou zemědělskou politiku a byla to odjakživa největší část rozpočtu (v 80. letech i přes 80 %), od 90. let se jí ale vyrovnává politika soudržnosti, která ji v roce 2008 poprvé předběhla (47 mld. EUR na soudržnost proti 46 mld. EUR na zemědělství). Tento trend nadále pokračuje a v roce 2013 budou výdaje na politiku soudržnosti o cca 12 % větší než výdaje na SZP. Zbytek H2 tvoří "Rozvoj venkova" (11 %, jde o podporu technologického rozvoje a konkurenceschopnosti zemědělců, výdaje na ochranu životního prostředí a příspěvky ke zlepšení životní úrovně a diverzifikaci ekonomiky na venkově tak, aby nebyla závislá pouze na zemědělské produkci).
Nejmenším, ale rychle rostoucím okruhem je "Občanství, svoboda, bezpečnost a právo" (H3) (neboli "vnitřní politiky"), který v současnosti tvoří něco málo přes 1 % celého rozpočtu, ale od roku 2007 do roku 2013 se jeho objem téměř zdvojnásobí (z 1,3 na 2,4 mld. EUR) a dá se očekávat další růst, zejména v oblasti migrace (v rámci podokruhu H3a).
Okruh "EU jako globální hráč" (H4) (neboli "vnější politiky", 6 %) pokrývá vnější akce SZBP, podporu kandidátským zemím a náklady na rozšiřování, politiku sousedství, rozvojovou a humanitární pomoc (ale Evropský rozvojový fond, který obstarává většinu pomoci, stojí mimo samotný rozpočet a není do něj započítán), vnější obchodní politiku a nově také operační výdaje Evropské služby pro vnější činnost (ESVČ).
Poslední okruh – Správní náklady (H5) (6 %, pokrývá náklady na provoz všech institucí) je dlouhodobě co do objemu konstantní.

## Víceletý finanční rámec
Víceletý finanční rámec (do roku 2006 finanční výhled) existuje jako nástroj střednědobého plánování financování rozpočtu EU od roku 1988. První byl pětiletý (1988–1992), všechny následující sedmileté. Původně stály zcela mimo primární právo a byly zakotveny mezinstitucionálními dohodami (mezi Radou, EP a Komisí, poslední ze 17. května 2006 na roky 2007–2013), od Lisabonské smlouvy jde o součást oficiální finanční procedury (článek 312 Smlouvy o fungování Evropské unie).
Víceletý finanční rámec obsahuje stropy jednotlivých okruhů, podokruhů a rozpočtu jako celku. Do LS existoval nástroj flexibility, který umožňoval každoročně přesunout částku do 0,03 % HND EU řádným legislativním postupem a vyšší s jednomyslným souhlasem Rady, LS však už tuto možnost neobsahuje.
V současnosti platí finanční rámec na roky 2021–2027.

## Rozpočet po roce 2013
Práce na víceletém finančním rámci na dobu od roku 2014 už začaly, diskuse se vede uvnitř států, v EP i na veřejnosti, ale naplno se začne až ve chvíli, kdy Komise předloží podkladový materiál (EK má jako jediná právo legislativní iniciativy, bez jejího návrhu se nemůže nic přijmout), což musí udělat do konce června 2011 a pravděpodobně tuto lhůtu využije naplno.
Na straně příjmů se očekává vypuštění příjmu z DPH (má komplikovaný výpočet, jeho výběr je administrativně náročný, znevýhodňuje chudší země a nepředstavuje příliš důležitou část příjmů). Komise pravděpodobně také předloží návrh na nějaký nový vlastní zdroj (například nějakou formu evropské daně nebo ekologických daní), který ale pravděpodobně nebude přijat (alespoň ne nyní, možná v budoucnu). Uvažuje se také o zavedení evropských dluhopisů, které ale také pravděpodobně neprojde.
Na straně výdajů se předpokládá další posilování okruhu 1 na úkor společné zemědělské politiky (pozor – pojmenování i očíslování okruhů se mění s každou FP, takže příště mohou být utříděny úplně jinak), čemuž se ale budou zemědělské státy (v čele s Francií a Polskem) bránit a budou na oplátku požadovat nárůst výdajů na rozvoj venkova. V rámci společné zemědělské politiky se navíc uvažuje o zavedení spolufinancování členskými státy, Francie a další západní státy zase prosazují zachování rozdílné výše plateb pro staré a nové členské státy. Politika soudržnosti bude pravděpodobně obohacena o systémovější model fade-outu (omezené možnosti využívání prostředků pro regiony, které těsně překračují nastavené hranice HDP na osobu) a možná dojde k částečnému přesunu prostředků ve prospěch podokruhu 1a (ten jednak slibuje větší návratnost v budoucnu skrze technologický rozvoj, jednak z něj mohou čerpat i bohatší státy, což se jim líbí, a jednak bude potřebovat nové prostředky na velké projekty, jako je Galileo nebo ITER). Okruh 3 má ambici zachovat si stávající rychlost růstu, okruh 4 vzroste možná lehce díky zavedení ESVČ, správní výdaje zůstanou nadále pravděpodobně konstantní. Zvláštní prostředky bude také třeba vyčlenit pro státy, které v průběhu platnosti finančního rámce vstoupí do EU, což bude pravděpodobně Chorvatsko a Island.
Celkově by výše rozpočtu neměla přesáhnout 1,2 % HND EU-27, očekává se, že se naopak bude spíš snižovat.
Lisabonská smlouva ukládá minimální délku víceletého finančního rámce na 5 let, za standard je nyní považováno sedm, ale proslýchá se, že Komise chce navrhnout deset let s průběžným přezkumem v polovině tohoto období – finanční rámec by pak platil v letech 2014–2023.